# Ōtomo no Koteko
Ōtomo no Koteko (大伴 小手子 (Đại Bạn Tiểu Thủ tử)), còn được biết đến với tên Otehime (小手姫 (Tiểu Thủ cơ)), là hoàng hậu của Thiên hoàng Sushun, vị Thiên hoàng thứ 32 của Nhật Bản, trị vì từ năm 587 đến 592.
Bà là mẹ của con trai duy nhất được ghi nhận của Thiên hoàng Sushun là Hoàng tử Hachiko, và có một người con gái.
Theo Nhật Bản Thư kỷ, bà đã gián tiếp gây ra vụ ám sát chồng mình, Thiên hoàng Sushun. Cuốn sách lịch sử đó đã nói về một hành động được cho là của bà, rằng:
"Vị phi tần của Thiên hoàng là Ohotomo no Koteko, người đang nhận sự sủng ái, đã gửi một người đàn ông đến Soga no Mumako no Sukune với một tin nhắn, nói rằng: -" Gần đây, một con lợn rừng đã được tặng cho Thiên hoàng. Người đàn ông đã chỉ vào nó và nói: - 'Chẳng nhẽ, chúng ta sẽ bị hại thảm giống như con lợn rừng này sẽ bị cắt đứt cố họng hay sao?' Bên cạnh đó, các loại vũ khí đang được chế tạo, và ngày càng dồi dào trong Hoàng cung. " Lúc bấy giờ, Mumako no Sukune, nghe thấy điều này, đã hoảng hốt. " 
Các chi tiết của câu chuyện lịch sử này là không mạch lạc và cũng không có thông tin cụ thể hơn. Các nhà sử học đã đặt câu hỏi và phủ nhận việc này trong một câu chuyện truyền thuyết khác bởi nó dường như không chính xác với những gì khác được biết về Triều đình thời ấy trong năm mất của Thiên hoàng Sushun.